# Suekichi Akaba
Suekichi Akaba (赤羽 末吉, Akaba Suekichi, 1910-1990) est un illustrateur et auteur de littérature d'enfance et de jeunesse japonais. Il est lauréat du prestigieux prix international, le Prix Hans Christian Andersen, catégorie Illustration, en 1980.

## Biographie
En 1931, Suekichi Akaba est parti en Mandchourie pour travailler dans l'industrie. 
Il revient au Japon en 1947. Autodidacte, il commence à peindre et à écrire et publie en 1961 son premier album. 
Il a aussi illustré les histoires d'autres auteurs, comme Le Cheval blanc de Suho de Yûzo Ôtsuka, L'Ogre et le Charpentier de Tadashi Matsui, ou La Femme oiseau de Sumiko Yagawa.
En 1980, il reçoit le Prix Hans Christian Andersen pour son travail d'illustrateur.

## Œuvres
- La Flûte d'Ushiwaka, Garnier, 1982.
- Guerres de samouraïs, Garnier, 1982.
- La Millième Épée de Benkei, Garnier, 1982.
- La Revanche de Yorimoto, Garnier, 1982.
- La Bataille de Yashima, Garnier, 1983.
- La Passe de Hiyodori, Garnier, 1983.
- Shizuka la danseuse, Garnier, 1983.
- Victoire en mer, Garnier, 1983.
- Envolez-vous, oiseaux !, Grandir, 1990.

## Prix et distinctions
- 1976 : (international) « Honor List »[3], de l' IBBY, catégorie Illustration, pour Homanike no Kappa
- 1980 : Prix Hans Christian Andersen catégorie Illustration